# Фотопластический эффект
Фотопластический эффект — явление увеличения сопротивления пластической деформации полупроводников при возникновении внешнего светового излучения. Был открыт Ю. А. Осипьяном и И. Б. Савченко в 1968 году. Причиной фотопластического эффекта является воздействие света на распределение электрических зарядов внутри кристалла, вызывающее уменьшение скорости дрейфа дислокаций пластической деформации и уплотнение кристаллов.